# Eficiència econòmica
L'eficiència econòmica és l'obtenció d'una determinada quantitat de producte), utilitzant el mínim de factors de producció per obtenir-lo. Aquesta, s'aconsegueix quan la producció obtinguda és la màxima possible amb les quantitats de factors disponibles.

## Exemple: Eficiència tècnica en dos processos
- En el primer procés de producció s'utilitzen quatre màquines (K) i dues persones (L) per a produir 4 unitats de producte.
- En el segon procés s'utilitzen tres màquines (K) i dues persones (L) per a produir 4 unitats de producte.

Per definir quin procés és més eficient hem de sumar els factors de producció utilitzats en cada procés:
- En el primer procés sumem 4+2=6 per produir 4.
- En el segon procés sumem 3+2=5 per produir 4.

Per tant, és més eficient utilitzar el segon procés, ja que amb menys factors de producció aconsegueixes més producte.
També podem distingir l'eficiència econòmica en la que atesa a l'eficiència tècnica, presenta un cost més petit. Per tant, consisteix a seleccionar aquella tecnologia que permeti produir amb el mínim cost.
En l'exemple següent observem que les dues tecnologies presenten la mateixa eficiència tècnica. Però si el cost unitari del treball és de 60,10 € i el cost del capital és de 48,08 €, es comprova que la tecnologia A ja es permet produir a un cost inferior.
| Tecnologia | Treball | Capital | Producció |
| ---------- | ------- | ------- | --------- |
| A          | 4       | 2       | 375       |
| B          | 2       | 4       | 75        |

| Tecnologia  | Cost treball | Capital | Producció |
| ----------- | ------------ | ------- | --------- |
| 60,10 €/dia | 48,08 €/dia  |         |           |
| A           | 240,4        | 96,16   | 336,564   |
| B           | 120,2        | 192,32  | 312,52    |